# HiRAPARK
HiRAPARK (ヒラパーク、1997年8月10日 - )は、日本のDJ、音楽プロデューサー、作曲家、編曲家。本名はRyota Hiratsuka。
miletやビッケブランカなど、国内外のアーティストの楽曲提供。また、Ultra Japanをはじめとする、様々な音楽フェスティバルやクラブへの出演をしている。
2016年には音楽フェスティバルSensation Japanに初のアジア人アーティストのヘッドライナーとして出演を果たす。
音楽レーベルはRyosuke “Dr.R” Sakai主催のMNNF RCRDSに所属。また、国内ではATOM TOKYOのレジデントDJも務めている。

## 略歴
東京都生まれ。
高校在学中に楽曲制作ソフトFL Studioをダウンロードし、DTMを始める。
2016年９月にID&T（オランダ）、テレビ朝日ミュージック主催のSensation Japanに出演し、史上初のアジア人アーティスとしてヘッドライナーを務めた。
また、このSensation Japan公式テーマソング"Neon Lights"をID&Tからリリース。
2018年にはUltra Japan に初の出演を果たし、同年にUltra Taiwanにも出演。
2023年にはUltra Abu Dhabiに日本人初のラインナップとして発表される。
2024年には自身が楽曲を手がけたmiletのアリーナツアー（横浜アリーナ、大阪城ホール）「GREEN LIGHTS」にスペシャルアクトとして出演。

## ディスコグラフィ

### 主なシングル
- "Neon Lights (Sensation Japan Anthem 2016)"(with YAX.X)(2016)（ID&T）
- "I Want You" (feat. The Glam)(2017)（UNIVERSAL MUSIC JAPAN）
- "Annihilate" (with VIVID)(2018)
- "Taipei"(2019)
- "Himawari"(2019)
- "Never Be Alone" (with DJ TORA)(2019)
- "Kujira" (with Shadw)(2021)
- "I Am The Power" (feat. Ivory Layne)(2021) [MNNF RCRDS]

### リミックス
- ビッケブランカ - "Ca Va?" (New Caledonia Remix)(2019)（Avex Trax）
- DJ TORA & Nino Lucarelli - "Alive" (HiRAPARK Remix)(2020)
- FAITH - "Party All Night" (HiRAPARK Remix)(2020)
- ビッケブランカ - "Death Dance" (Techie Remix)(2021)（Avex Trax）
- ビッケブランカ - "夢醒めSunset" (Tropika Remix)(2021)（Avex Trax）
- Anonymouz - "Ladder" (HiRAPARK Remix)(2022)(Sony Music Labels)

### プロデュース・提供作品
- ビッケブランカ - "蒼天のヴァンパイア"(2021)（Avex Trax）
- ビッケブランカ - "Death Dance"(2021)（Avex Trax）
- OdAkEi & TEMBA - "I Don't Care"(2021) [MNNF RCRDS]
- OdAkEi, Carlo Redl, TEMBA - "WAVES"(2021) [MNNF RCRDS]
- milet - "HELL CLUB"(2023)(Sony Music Labels)
- @onefive - "Justice Day"(2023)(Avex Music Creative)